# 祖国のために
『祖国のために』（そこくのために、ロシア語: Они сражались за Родину）は、セルゲイ・ボンダルチュク監督による1975年のソビエト連邦の戦争映画である。独ソ戦でのスターリングラードの戦闘におけるソ連小隊が描かれる。ビデオ題は『バトル・フォー・スターリングラード』である。
第28回カンヌ国際映画祭のコンペティション部門で上映された。第49回アカデミー賞の外国語映画賞にはソ連代表として出品されたが、ノミネートには至らなかった。
原作であるミハイル・ショーロホフのルポには、角川文庫に日本語訳があった。（昇曙夢訳、1956年）

## キャスト
- ピョートル・ロパーヒン: ワシーリー・シュクシン（吹替：青野武）
- ニコライ・ストレリツォフ: ヴャチェスラフ・チーホノフ（吹替：嶋俊介）
- イヴァン・ズビャギンツェフ: セルゲイ・ボンダルチュク（吹替：宮川洋一）
- アレクサンドル・コピトフスキー: ゲオルギ・ブルコフ（英語版）
- ネクラーソフ: ユーリー・ニクーリン
- ポプリシチェンコ曹長: イワン・ラピコフ（英語版）
- ゴロシチェコフ: ニコライ・グベンコ（英語版）
- コチェティゴフ: アンドレイ・ロストツキー（英語版）

※日本語吹替：テレビ版・初回放送1984年5月26日『ウィークエンドシアター』